# Eressa lutulenta
Eressa lutulenta là một loài bướm đêm thuộc phân họ Arctiinae, họ Erebidae.